# Museum Barberini
Museum Barberini – muzeum sztuki, znajdujące się w Poczdamie, założone 20 stycznia 2017 roku. Jego siedzibą jest położony przy Alter Markt Pałac Barberini. Zbiory placówki stanowi prywatna kolekcja poczdamskiego przedsiębiorcy z branży informatycznej, miliardera i mecenasa sztuki Hassa Plattnera, będącego inicjatorem powstania muzeum. Organizuje ona ponadto prowadzone w międzynarodowej kooperacji wystawy czasowe dotyczące konkretnych tematów, artystów lub okresów.

## Geneza
Muzeum powstało z inicjatywy poczdamskiego przedsiębiorcy z branży informatycznej, miliardera i mecenasa sztuki Hassa Plattnera, który zaproponował utworzenie go w ramach prowadzonej na szczeblu władz miejskich Poczdamu debaty nad funkcją Pałacu Barberini po jego planowanej odbudowie.
20 stycznia 2017 roku odbyło się uroczyste otwarcie Museum Barberini, w którym oprócz jego pomysłodawcy udział wzięło około 650 zaproszonych gości, tj. nadburmistrz Poczdamu Jann Jakobs, premier Brandenburgii Dietmar Woidke, kanclerz Niemiec Angela Merkel, ambasadorzy Francji, Rosji i Stanów Zjednoczonych w Niemczech, amerykański przedsiębiorca i współzałożyciel firmy Microsoft Bill Gates, prezes koncernu medialnego Axel Springer SE Mathias Döpfner, niemiecki reżyser Volker Schlöndorff, a także wielu ludzi związanych z szeroko pojętą branżą kultury i sztuki. Natomiast trzy dni później muzeum zostało oficjalnie otwarte dla zwiedzających. W ciągu pierwszego roku istnienia placówkę odwiedziło ponad 520 tysięcy osób.

## Siedziba
Muzeum mieści się w położonym przy Alter Markt barokowym Pałacu Barberini. Budynek, dla którego inspiracją i wzorem był znajdujący się w Rzymie Palazzo Barberini został zbudowany w latach 1771-1772 jako część prowadzonego przez pruskiego króla Fryderyka II Wielkiego urbanistycznego przekształcenia Alter Markt. Początkowo mieściła się w nim restauracja z browarem (niem. Brauhaus), a po przebudowie dokonanej w latach 1847-1851 z inicjatywy króla Fryderyka Wilhelma IV znajdowały się w nim mieszkania czynszowe, zaś położone na dwóch górnych kondygnacjach pomieszczenia głównej części gmachu były wykorzystywane przez poczdamskie organizacje kulturalne. W 1912 roku budynek został zakupiony przez władze miejskie, które rok później ulokowały w nim różne instytucje, tj. urząd stanu cywilnego i urząd ds. dróg miejskich. W następnych latach budynek stał się także siedzibą centrali telefonicznej, biura turystycznego i schroniska dla młodzieży.
Podczas II wojny światowej, w czasie przeprowadzonego w 1945 roku przez lotnictwo brytyjskie bombardowania Poczdamu Pałac Barberini został prawie całkowicie zniszczony, a jego pozostałości rozebrano trzy lata później. W czasach współczesnych władze Poczdamu postanowiły przywrócić Alter Markt do historycznej postaci, w wyniku czego Pałac Barberini został odbudowany w latach 2013–2016. Całość kosztów związanych z inwestycją, wynoszących około 70-80 milionów euro w całości pokryła fundacja Hassa Plattnera.

## Zbiory i wystawy

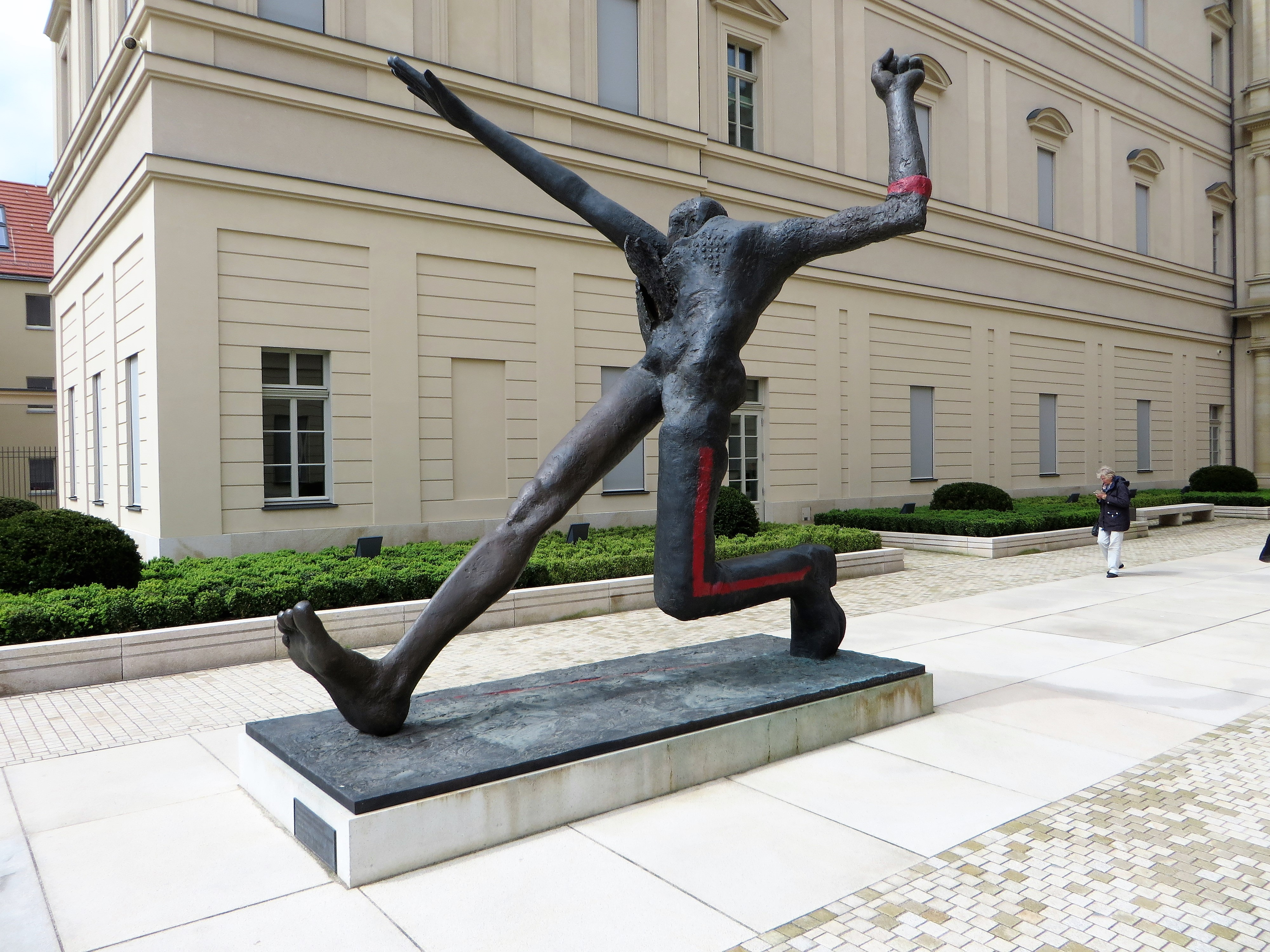
Rzeźba Jahrhundertschritt na dziedzińcu muzeum

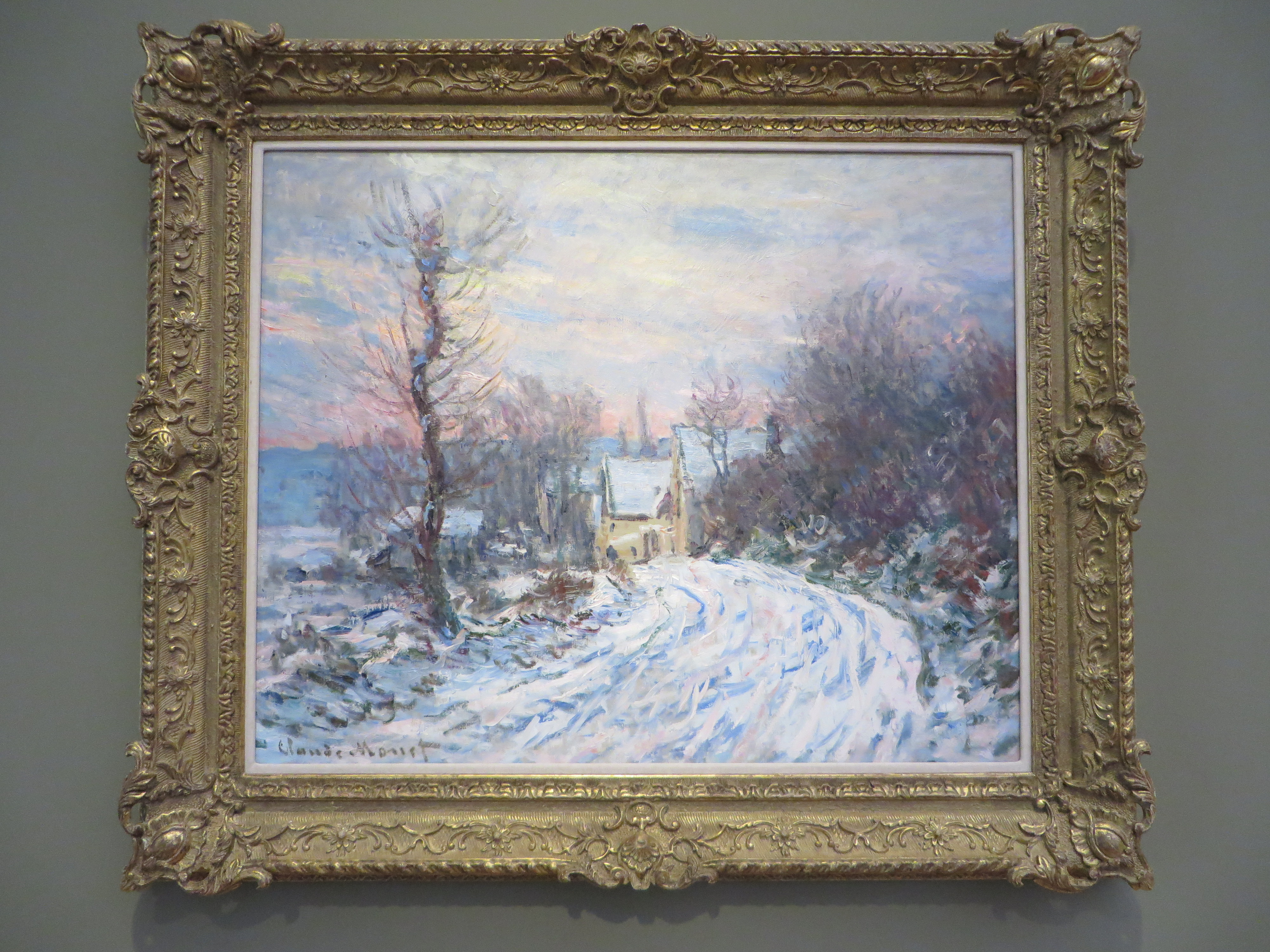
Obraz Droga do Giverny, Zima namalowany przez Claude’a Moneta w 1885 roku, będący jednym z eksponatów wystawy Impressionismus. Die Kunst der Landschaft

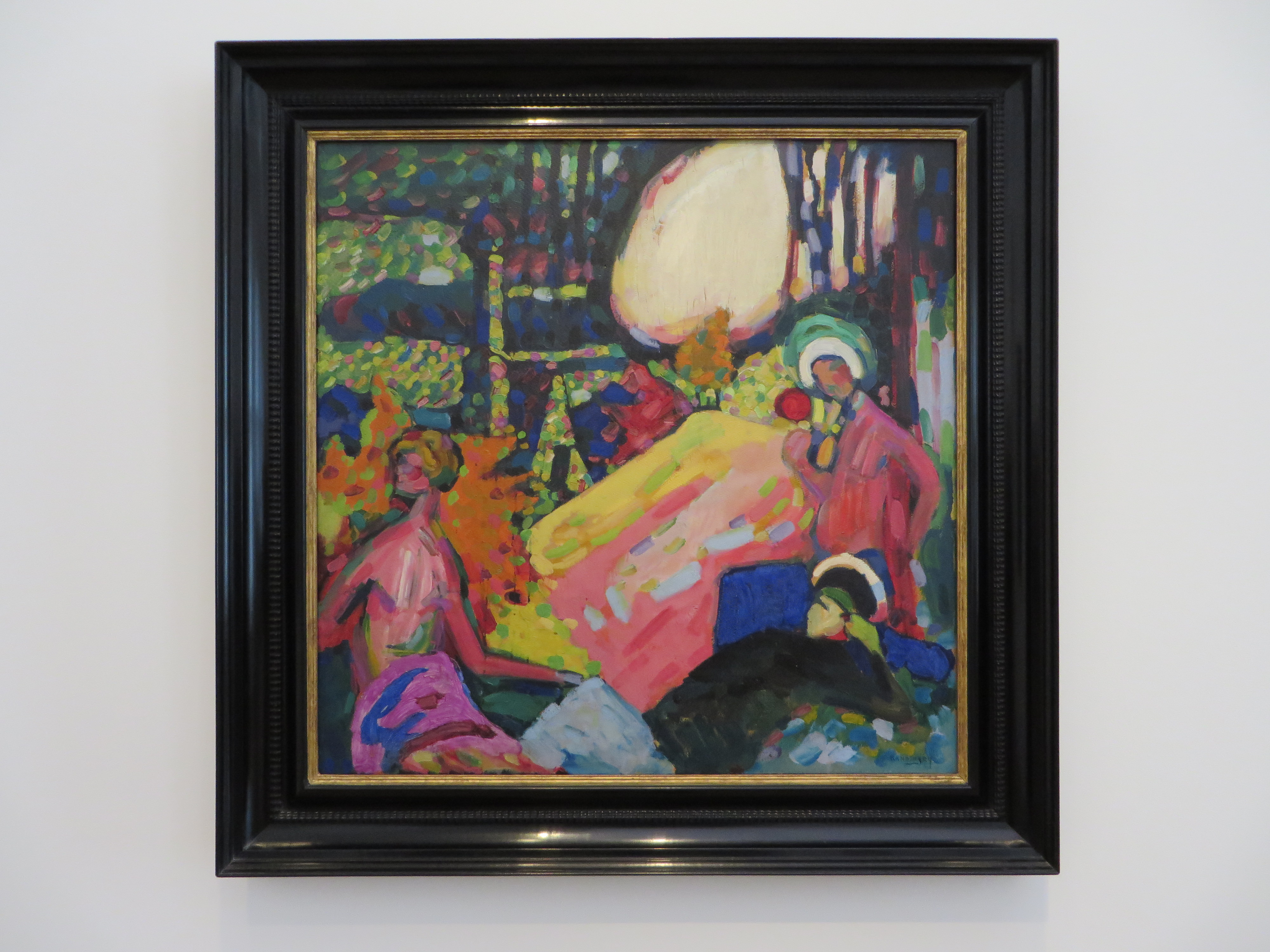
Obraz Biały dźwięk namalowany przez Wassilya Kandinskyego w 1908 roku, będący jednym z eksponatów wystawy Klassiker der Moderne

Zbiory muzeum stanowi prywatna kolekcja Hassa Plattnera. Liczy ona około 80 obrazów, reprezentujących takie kierunki jak impresjonizm, amerykański i klasyczny modernizm, szkoła lipska, sztuka okresu NRD oraz czasów po 1989 roku. Znajdują się w niej dzieła Claude’a Moneta, Pierre’a-Auguste’a Renoira, Edvarda Muncha, Alfreda Sisleya, Gerharda Richtera, Bernharda Heisiga, Wernera Tübkego i Martina Kippenbergera. Ponadto na dziedzińcu muzeum od 30 czerwca 2016 roku znajduje się mająca 5 m wysokości, wykonana z brązu rzeźba Jahrhundertschritt (pol. „Krok stulecia”) autorstwa Wolfganga Mattheuera.
Placówka organizuje również prowadzone w międzynarodowej kooperacji wystawy czasowe, dotyczące konkretnych tematów, artystów lub okresów. Na początku działalności muzeum, w okresie od 20 stycznia do 28 maja 2017 roku odbyły się dwie takie wystawy, na których pokazano dzieła pochodzące z muzeów w Paryżu, Petersburgu, Jerozolimie i Waszyngtonie oraz od prywatnych kolekcjonerów. Na pierwszej z nich, zatytułowanej Impressionismus. Die Kunst der Landschaft (pol. „Impresjonizm. Sztuka krajobrazu”) zwiedzający mogli podziwiać ponad 140 prac, w tym 41 obrazów Claude’a Moneta i 14 rzeźb Auguste’a Rodina. Druga natomiast, nosząca tytuł Klassiker der Moderne (pol. „Klasyka nowoczesności”) dotyczyła takich artystów jak Max Liebermann, Edvard Munch, Emil Nolde i Wassily Kandinsky. W jej skład wchodziło około 60 obrazów i rzeźb pokazujących rozwój sztuki od około 1890 roku przez okres następnych stu lat. Innym przykładem wystawy czasowej, zorganizowanej w Museum Barberini jest odbywająca się w kooperacji z Kunsthalle Bremen w dniach 24 lutego-10 czerwca 2018 roku wystawa pod tytułem Max Beckmann. Welttheater (pol. „Max Beckmann. Teatr świata”), na której zaprezentowano około stu prac przedstawiających wyobrażenie historycznej integracji idei teatru świata w twórczości Maxa Beckmanna.